# Hymenomima macaria
Hymenomima macaria är en fjärilsart som beskrevs av William Schaus 1901. Hymenomima macaria ingår i släktet Hymenomima och familjen mätare. Inga underarter finns listade i Catalogue of Life.